# L'Hôpital-le-Grand
L'Hôpital-le-Grand là một xã trong tỉnh Loire miền trung nước Pháp.